# 费赞 (里昂大都会)
费赞（法語：Feyzin，法語發音：[fɛzɛ̃]）是法国里昂大都会的一个市镇，属于里昂区。

## 地理
费赞（45°40'22"N, 4°51'32"E）面积9.64 平方千米，位于法国奥弗涅-罗讷-阿尔卑斯大区里昂大都会，后者为法国的一个特殊地位集体，自2015年脱离罗讷省成立，位于法国中东部，中心城市为里昂。
与费赞接壤的市镇（或旧市镇、城区）包括：圣丰、伊里尼、韋尼雪、科尔巴、奥宗河畔圣桑福里安、索莱兹。
费赞的时区为UTC+01:00、UTC+02:00（夏令时）。

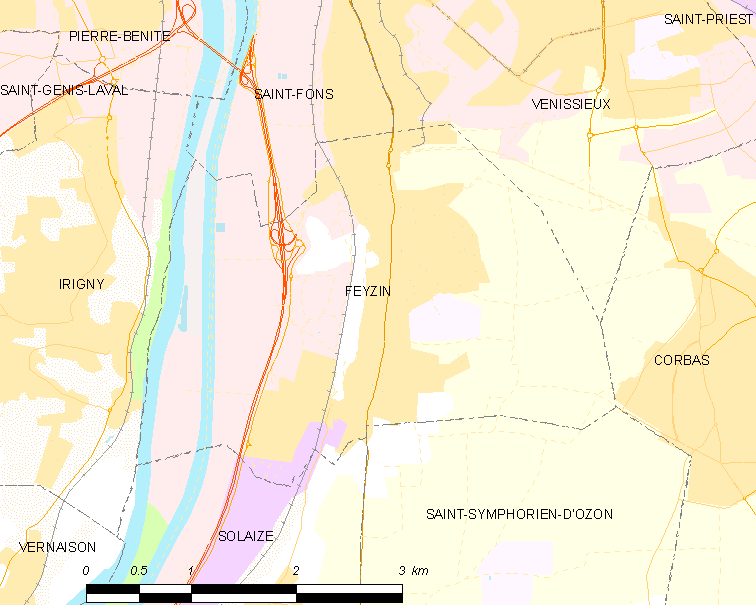
费赞的OSM定位图

## 行政
费赞的邮政编码为69320，INSEE市镇编码为69276。

## 政治
费赞的现任市长为米里耶勒·洛朗（Murielle Laurent）女士，任期为2020-2026年。

## 人口

1962-2008年间费赞人口变化图示

费赞于2022年1月1日时的人口数量为9727人。